# 수소취성화
수소취성화 또는 수소 유도 균열(hydrogen-induced cracking, HIC), 수소 유기 균열(hydrogen-assisted cracking, HAC)으로도 알려진 수소취성(Hydrogen embrittlement, HE)은 흡수된 수소로 인해 금속의 연성이 감소하는 현상이다. 수소 원자는 작고 고체 금속을 투과할 수 있다. 일단 흡수되면 수소는 금속의 균열이 시작되고 전파되어 취화되는 데 필요한 응력을 낮춘다. 수소 취성은 강철, 철, 니켈, 티타늄, 코발트 및 그 합금에서 가장 두드러지게 발생한다. 구리, 알루미늄 및 스테인리스강은 수소 취성에 덜 민감하다.
수소 취성의 특성에 대한 기본적인 사실은 19세기부터 알려져 왔다. 수소 취성은 강철의 상온 부근에서 최대이며 대부분의 금속은 150°C 이상의 온도에서 수소 취성에 비교적 안전하다. 수소 취성은 원자(확산) 수소와 크랙 성장을 유도하기 위한 기계적 응력이 모두 필요하지만 응력이 가해지거나 잔류할 수 있다. 낮은 변형 속도에서 수소 취성이 증가한다. 일반적으로 고강도 재료는 수소 취성에 더 취약하다.

## 같이 보기
- 수소저장